# Magnus-veld
Het Magnus-veld is een aardolieveld in de Noordzee op het Britse continentale vlak. Het Magnus-veld werd in mei 1974 ontdekt door BP met een proefboring door Sedco 703
in put 211/12-1. Productie van het meest noordelijke Britse platform begon in 1983. In 2017 nam EnQuest het belang van BP over. Het veld is vernoemd naar de Viking-graaf Magnus Erlendsson.

## Ontwikkeling
De langgerekte vorm van het veld leek twee platforms nodig te hebben. Met een waterdiepte van 186 meter zou dit het project echter te duur maken en zo werd een veldontwerp gemaakt met een enkel platform. Gezien de noordelijke positie werd gekozen voor een honderdjaargolf van 31 meter. Dit resulteerde in een ontwerp van het onderstel (jacket) door Constructors John Brown-Earl and Wright dat zelfdrijvend was, aangezien er geen ponton was dat het gewicht van 40.400 ton kon dragen. Het jacket werd in 1980-82 gebouwd door Highland Fabricators in Nigg Bay en werd in april 1982 naar locatie gesleept, waar het op de zeebodem werd geplaatst. Daarna werden er door de Balder in vier dagen tijd 19 dekmodules op geplaatst van in totaal 31.000 ton. De hookup waarbij alle modules en systemen op elkaar werden aangesloten duurde daarna nog een jaar.
De olie wordt via een pijpleiding naar Ninian Central gevoerd en vanaf daar via het Ninian Pipeline System geëxporteerd. Het geassocieerd gas wordt via de Northern Leg Gas Pipeline (NLGP) naar Brent A waar het via de FLAGS-pijpleiding naar de St Fergus Gas Terminal wordt getransporteerd.

## Levensduurverlenging
In de ontwikkelingsstudies die in 1978 werden gemaakt, werd uitgegaan van een levensduur tot ongeveer 1995. Dit is ruimschoots overtroffen door verschillende technieken. De eerste daarvan was secundaire oliewinning in 1996 met Swift (subsea water injection facilities and tieback) waarbij waterinjectie het veld op druk moest houden. In 2002 werd overgegaan tot tertiaire oliewinning of enhanced oil recovery (EOR). Hierbij werd gasinjectie toegepast met aardgas uit het Foinaven-veld, Schiehallion-veld en Loyal-veld. Vanaf 2003 wordt water-alternating-gas enhanced oil recovery (WAG-EOR) toegepast waarbij afwisselend een half jaar water en een half jaar gas wordt geïnjecteerd.